# Epiclesi
Epiclesi, dal greco ἐπίκλησις (epìklēsis), "invocazione", a sua volta da ἐπικαλέω (epikalêo), "chiamare", nella religione della Grecia antica, era l'attributo del Dio (o un altro nome), con cui si dava inizio a un'invocazione.
Nel cristianesimo, l'epiclesi è l'invocazione dello Spirito Santo nella Preghiera eucaristica o anafora, perché il pane e il vino diventino, per la sua intercessione, il Corpo e il Sangue di Cristo, e perché coloro che partecipano all'Eucaristia siano un solo corpo e un solo spirito.

## Posizione nella preghiera eucaristica
Alcune tradizioni liturgiche situano l'epiclesi dopo l'anamnesi, mentre in altre è posta dopo le parole dell'istituzione.  Nelle nuove preghiere eucaristiche introdotte nel rito romano dopo il Concilio Vaticano II, l'epiclesi per la trasformazione delle oblate nel corpo di Cristo precede la consacrazione, mentre l'epiclesi che chiede allo Spirito Santo di unire i fedeli in un solo corpo mistico è situata dopo l'anamnesi, cioè l'elemento in cui la Chiesa, adempiendo il comando ricevuto da Gesù per mezzo degli Apostoli, celebra il memoriale di Cristo, commemorando specialmente la sua beata passione, la gloriosa risurrezione e l’ascensione al cielo.
Un numero di anafore antiche presenta preghiere di epiclesi chiare. La famiglia liturgica siriaca-occidentale, alla quale appartengono la liturgia di San Basilio Magno, la liturgia di San Giovanni Crisostomo e la liturgia di San Giacomo, include un'anàfora e le parole di istituzione. La liturgia siriaca orientale di Addai e Mari contiene un'epiclesi, ma nessuna parola di istituzione. Nella famiglia liturgica alessandrina, della quale fa parte la liturgia di San Cirillo di Alessandria, ci sono due preghiere di epiclesi dopo il Sanctus, separate dalle parole di istituzione e dall'anamnesi, il che ha portato alcuni studiosi a concludere che il pensiero predominante in Egitto fosse che la consacrazione sia un processo e non un momento che si conclude semplicemente al momento o dopo l'epiclesi.

## Epiclesi negli altri sacramenti
In alcuni dei sacramenti della Chiesa cattolica è presente una forma di epiclesi: nel battesimo l'epiclesi si trova nel momento della consacrazione dell'acqua battesimale; nell'unzione degli infermi una preghiera di epiclesi sul malato è posta tra l'imposizione delle mani e l'unzione con l'olio degli infermi; nel rito del matrimonio, nelle diverse liturgie, sono presenti preghiere di epiclesi che chiedono a Dio di fare in modo che gli sposi ricevano lo Spirito Santo come comunione di amore di Cristo e della Chiesa; nella benedizione degli oli santi e infine nel rito della confermazione secondo il rito bizantino.

## Epiclesi come appellativo
Epiclesi indica inoltre l'appellativo con cui i greci invocavano gli dei. Per estensione finì per indicare anche la denominazione specifica dei luoghi di culto, legata al luogo particolare o ai caratteri della divinità. Un esempio di epiclesi si ebbe a Roma ai tempi di Servio Tullio, quando vennero fondati 26 templi dedicati alla Fortuna, ciascuno con un'epiclesi diversa: Fortuna Virilis (degli uomini), Fortuna Verticolis (per il cuore), Fortuna Barbata (con la barba), Fortuna Huiusce Diei (del giorno presente), ecc.